# Красная Багана
Красная Багана — село в Челно-Вершинском районе Самарской области в составе сельского поселения Каменный Брод.

## География
Находится на крайнем севере области, на левом берегу реки Большой Черемшан примерно в 25 км к север-северо-востоку от районного центра села Челно-Вершины.

## Население
| 2010 |
| ---- |
| 135  |

Постоянное население в 2002 году составляло 160 человек (русские — 94 %).